# Guthred
Guthred Hardacnutsson (norrønt: Guðrøðr; latin: Guthfridus; født ca. 844 – død 24. august 895) var den anden vikingekonge over Northumbria fra cirka 883 til sin død.

## I populærkulturen
Guthred optræder som en karakter i Bernard Cornwells romanserie The Saxon Stories, hvor han særligt figurerer i The Lords of the North (2006). I filmatiseringen af bogen spilles rollen af Thure Lindhardt.
I computerspillet Total War Saga: Thrones of Britannia leder Guthred (stavet som Guthfrid i spillet) en spilbar fraktion af Northymbre.